# Roussospiti
Roussospiti (griechisch Ρουσσοσπίτι (n. sg.)) ist ein Dorf mit dem Status einer Ortsgemeinschaft im Gemeindebezirk Rethymno der Gemeinde Rethymno auf der griechischen Mittelmeerinsel Kreta.

## Lage
Roussospiti liegt etwa 4,5 Kilometer südöstlich von Rethymno zwischen zwei Trockenbächen an einem Ausläufer des Vrysinas (Βρύσινας) in 300 Meter Höhe. Die nächstgelegene Ortschaft ist Chromonastiri 1,5 Kilometer östlich.

## Namensherkunft und Geschichte
Griechisch spiti bedeutet ‚Haus‘, der vordere Teil des Namens geht möglicherweise auf italienisch rosso ‚rot‘ zurück – als Bezeichnung eines Hauses im Dorf – oder auf it. Russo ‚Russe‘ bzw. Russa ‚Russin‘, wonach eine russische Frau ein Haus im Dorf gebaut hätte.
Die früheste Erwähnung als Russospiti stammt aus venezianischer Zeit. Während der osmanischen Zeit war der Ort zunächst von orthodoxen Christen und Muslimen bewohnt. Die Volkszählung von 1670 verzeichnete für Rusi İspiti sowohl christliche als auch muslimische Dorfbewohner. Ein Eintrag im Geschäftsbuch des Qādī von Candia bezeugt für 1671 die Islamisierung christlicher Einwohner.
Einwohnerentwicklung von Roussospiti
| 1913 | 1920 | 1928 | 1940 | 1951 | 1961 | 1971 | 1981 | 1991 | 2001 | 2011 |
| ---- | ---- | ---- | ---- | ---- | ---- | ---- | ---- | ---- | ---- | ---- |
| 372  | 400  | 358  | 358  | 353  | 272  | 195  | 174  | 257  | 374  | 569  |

## Kirchen und weitere Sehenswürdigkeiten
- Die Kirche der Panagia (Jungfrau Maria) ist eine kleine einschiffige Kirche, die im frühen 14. Jahrhundert erbaut wurde.
- Der Brunnen in Roussospiti datiert aus dem 17. Jh. Der Wasserausfluss hat die Form eines Löwenkopfes.[5]
- Kloster Agia Irini[6][7]

## Sonstiges
Am 26. Juli feiert das Dorf den Namenstag des Agia Paraskevi.